# 邁松阿爾福體育場站
邁松阿爾福體育場站（法語：Maisons-Alfort - Stade）是巴黎地鐵的一個車站。邁松阿爾福體育場站位於邁松阿爾福，開通於1970年9月19日，是巴黎地鐵8號線延長工程的一部分。邁松阿爾福體育場站在1972年4月27日之前是巴黎地鐵8號線的東側起點車站。

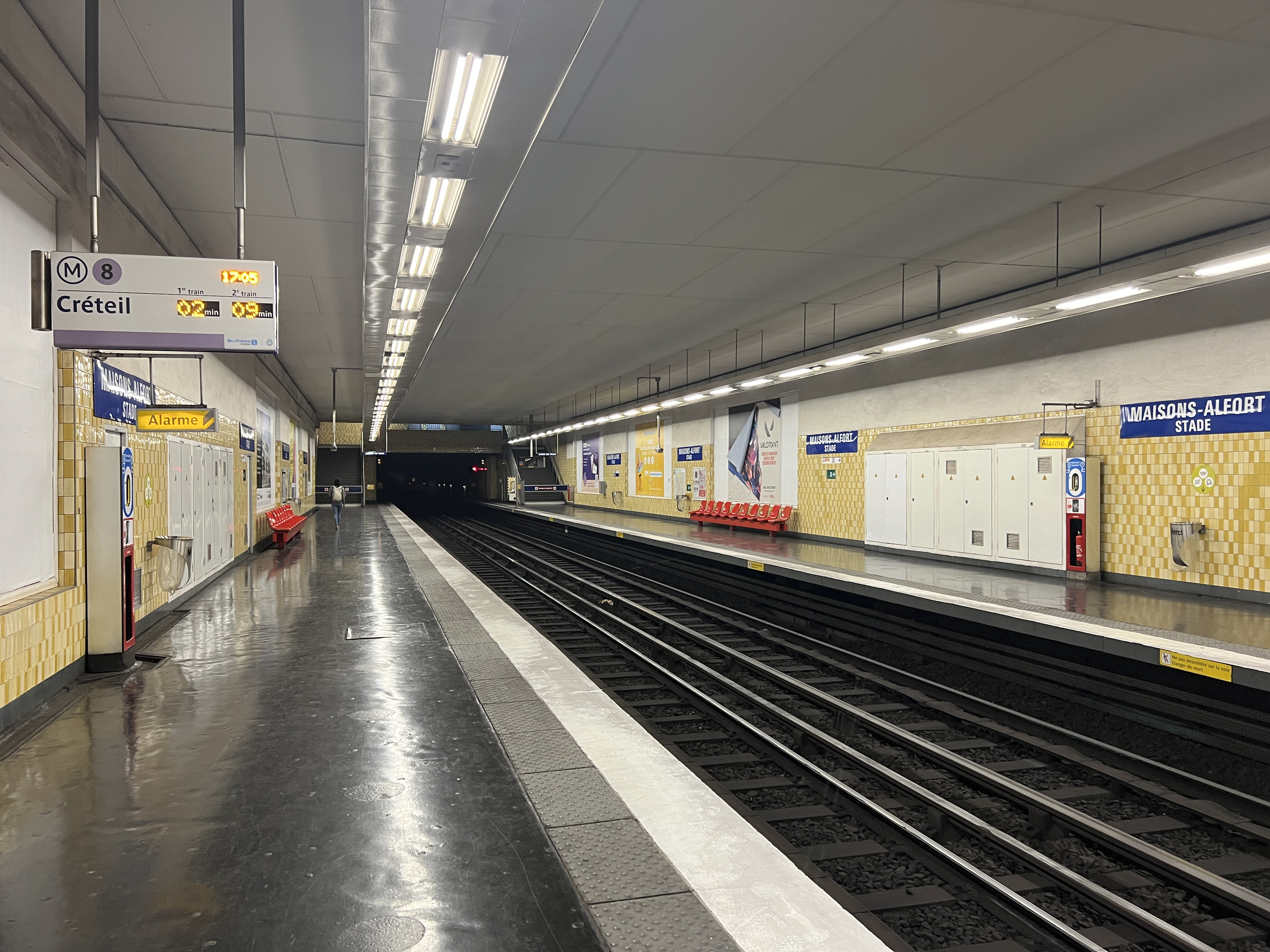
月台（2022年7月）

## 車站結構
| 街道層 |                    |                                 |
| B1     | 月台連接夾層       |                                 |
| 月台層 | 側式月台，右側開門 | 側式月台，右側開門              |
| 月台層 | 往巴拉             | 往巴拉（邁松阿爾福獸醫學校）    |
| 月台層 | 往湖之角           | 往湖之角（邁松阿爾福-茹伊奧特） |
| 月台層 | 側式月台，右側開門 |                                 |